# Boot Camp (Buch)

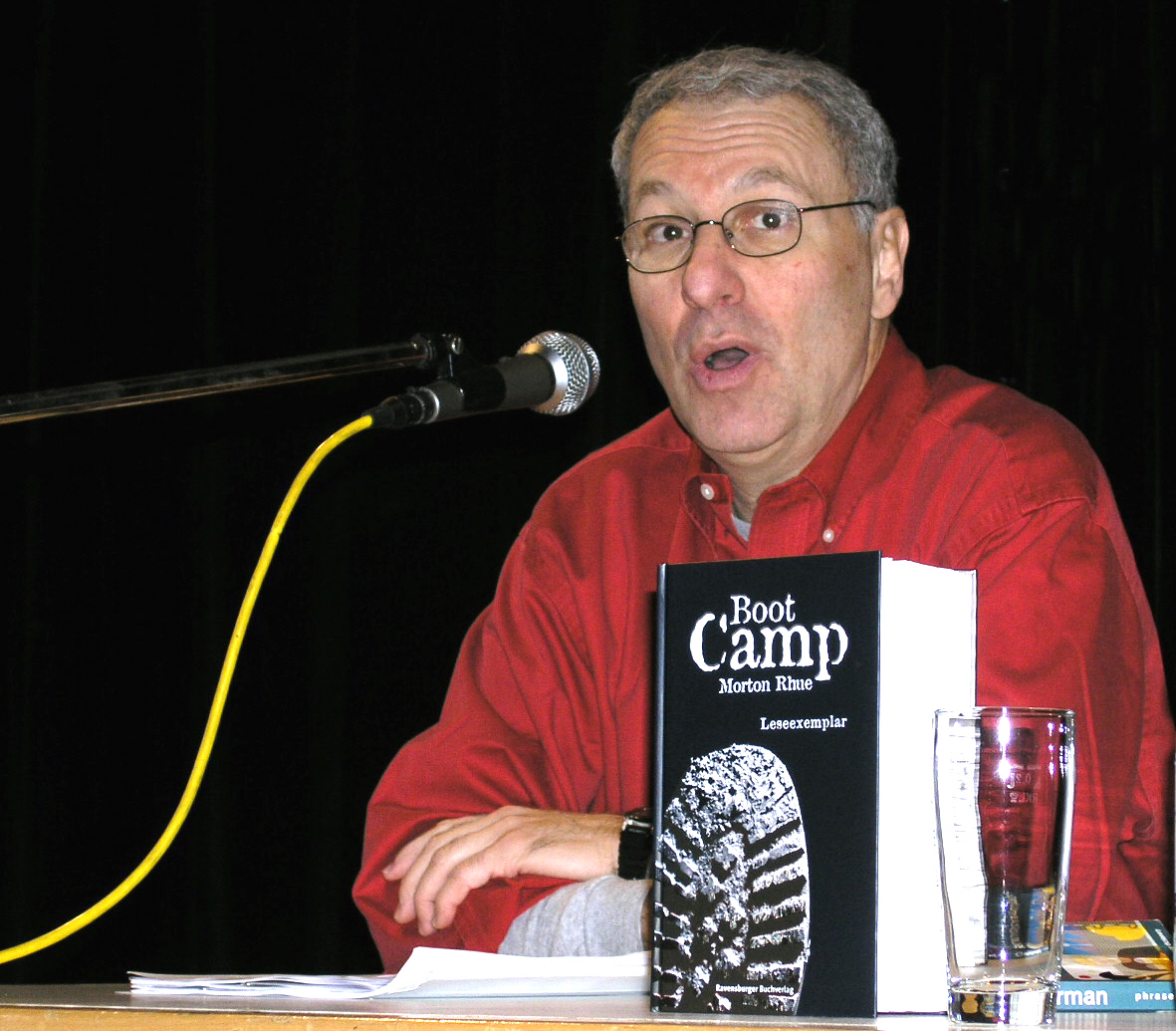
Morton Rhue liest aus Boot Camp im Gymnasium Langenau

Boot Camp (Originaltitel: Boot Camp) ist der Titel eines Jugendbuchs des US-amerikanischen Autors Morton Rhue. Die deutschsprachige Übertragung von Werner Schmitz erschien erstmals 2006 im Ravensburger Buchverlag.

## Handlung
Der sechzehnjährige Connor wird nachts von Harry entführt. Die Entführer wurden von seinen Eltern engagiert, um ihn in ein „Umerziehungslager“ zu bringen. Seine Eltern bezahlen 4000 US-Dollar im Monat, um ihn dort umerziehen zu lassen, da sie mit seinem Verhalten nicht zufrieden sind. Der hochbegabte Connor schwänzt oft die Schule, da ihn der Unterricht unterfordert. Obwohl er trotzdem jede Prüfung mit exzellenten Noten abschließt, sind seine Eltern unzufrieden, insbesondere mit dem Verhältnis zwischen Connor und seiner Lehrerin Sabrina.
Connor muss im Boot Camp namens Lake Harmony auf „Stufe 1“ anfangen. Auf dieser Stufe wird man oft tagelang gedrillt und muss täglich an Insassen einer höheren Stufe das Essen ausgeben. Wer eine bessere Stufe erreichen will, muss erst erkennen, dass er zuvor ungezogen war. Nach einiger Zeit freundet sich Connor mit Sarah und Pauly an, die schon vor einer Weile in Lake Harmony untergebracht wurden, jedoch immer noch auf Stufe 1 sind.
Pauly möchte ausbrechen und überredet die zwei dazu, ihn zu begleiten. Sie planen, den Strom abzuschalten und während der ausbrechenden Panik zu fliehen. Ihnen gelingt die Flucht und sie wollen nach Kanada fliehen. Als sie die Grenze zwischen den USA und Kanada erreichen, erkundet Connor, wie man den Fluss überqueren kann. Dabei merkt er, dass die Entführer ihnen auf den Fersen sind. Es kommt zu einer Verfolgungsjagd zwischen Connor und Rebecca. Connor gelingt es, durch die Lücke eines Zauns zu entkommen. Von dort kehrt er auf Umwegen zurück zu Sarah und Pauly und entdeckt einen Bootsverleih. Sie planen ein Boot zu stehlen. Als sie jedoch am Bootsverleih ankommen, werden sie von Rebecca und Harry entdeckt, und es kommt erneut zu einer Verfolgungsjagd. Zufällig gelangen sie zu einem anderen Bootsverleih, bei dem sie sich eines Boots bemächtigen. Bevor sie wegfahren, kommen sie auf die Idee, alle anderen Boote zu beschädigen, um die Verfolger daran zu hindern, ihnen über den Fluss zu folgen. Die drei überqueren den Fluss, werden aber trotzdem von den Entführern verfolgt. Connor setzt Pauly und Sarah am kanadischen Flussufer ab und rettet Harry und Rebecca, deren Boot mitten im Fluss untergeht. Connor wird daraufhin von der Küstenwache, die ihn verfolgt hat, verhaftet und nach Lake Harmony zurückgebracht, wo er misshandelt und gedemütigt wird.
Doch Rebecca, die an der Entführung beteiligt war, erzählt Connors Eltern, was mit ihm in Lake Harmony passiert ist, dass er sie und Harry aus dem Wasser gerettet hat und deshalb das Boot Camp nicht verdient hat. Die Eltern wollen Connor daraufhin sofort aus Lake Harmony befreien, doch es ist zu spät. Connor ist einer wirksamen Gehirnwäsche unterzogen worden und denkt nun auch wie alle anderen, dass er alles, was ihm zugefügt worden ist, verdient hat. Er erzählt seinen Eltern zwar, dass er geschlagen worden ist, aber auch, dass er es verdient hätte.

## Regeln im Bootcamp

### Grundlagen
Die wichtigste Regel im Bootcamp ist die „Nicht-reden“-Regel. Die Insassen im Camp haben nur das Recht zu reden, wenn sie auf Stufe 2 oder höher sind. Dies gilt hauptsächlich für Fragen, die die Aufseher stellen. Wenn man eine Antwort gibt, muss man die Aufsichtsperson mit „Sir“ oder „Madam“ anreden. Diese Regel ist Connor auch bewusst, als er am Ende mit seinen Eltern spricht.
Eine weitere Regel, die in Lake Harmony herrscht, ist die „Nicht-anfassen“-Regel.
Diese und weitere Regeln sind in einem Dokument zusammengefasst, das „die Bibel“ genannt wird und das alle Insassen nach ihrer Ankunft auswendig lernen müssen.
Die Kapitelnamen sind immer eine neue Regel.

### Kleiderordnung
Die Insassen tragen am Anfang Flipflops, damit das Fliehen erschwert wird. Die Haare darf man erst ab einer höheren Stufe länger wachsen lassen. Die Kleiderordnung kann ganz strikt durchgesetzt werden, da die Insassen bei ihrer Ankunft gründlich auf Drogen und Waffen untersucht werden, indem sie sich bis aufs Letzte ausziehen und danach die Kleider wechseln müssen.

## Personen

### Connor Durrell
Connor ist ein hochbegabter, 16-jähriger Jugendlicher aus einer wohlhabenden Familie. Er ist 1,93 m groß, wiegt 103 kg, ist breitschultrig, stark und muskulös, hat braune Haare und braune Augen. Seine Mutter hat eine eigene Firma für Krisenmanagement, sein Vater ist als Anwalt in einer Firma angestellt. Connor hatte eine Affäre mit seiner alten Mathelehrerin. Seine Mutter ist das Oberhaupt der Familie. Sie lästert gerne über andere Leute, mag es aber nicht, wenn andere Leute über sie lästern. Weil seine Eltern mit dem Verhältnis zwischen ihm und seiner zehn Jahre älteren Lehrerin Sabrina und dem durch Unterforderung verursachten Schulschwänzen nicht einverstanden sind, lassen sie Sabrina rechtlich vom Lehramt suspendieren und schicken Connor in das Umerziehungslager „Lake Harmony“. Dort wird er gequält und gefoltert.

### Paul Vetare
Pauly ist ein zierlicher, 15-jähriger Junge mit blonden Haaren. Er wird Pauly genannt. Er ist schon lange im Bootcamp, weil sich sein Vater einen kräftigeren und mutigeren Jungen wünscht. Von den Aufsehern wird er ständig verprügelt. Jedoch hilft ihm dieser brutale Umpolungsprozess nicht: Er ist schon seit neun Monaten dort und ist immer noch auf „Stufe 1“. Pauly ist klug und handelt besonnen. Er versucht Sarah und Connor zur Flucht zu überreden und geht dafür ein großes Risiko ein. Nach ihrer erfolgreichen Flucht wird Pauly in ein Krankenhaus in Kanada gebracht. Seine Eltern machen sich daraufhin sehr große Sorgen um ihn und holen ihn zurück nach Hause.

### Sarah Shafer
Sarah ist ein 17-jähriges Mädchen, mit schwarzen Haaren, das schon mehr als zwei Jahre im Umerziehungslager ausharren muss, weil sie nicht die religiösen Vorstellungen ihres Vaters vertritt. (Ihr Vater ist Hoherpriester bei den Mormonen.) Sie isst kaum, magert ab und verletzt sich selbst. Sie wagt mit Connor und Pauly die Flucht nach Kanada. Die drei kommen jedoch nur langsam voran, da Sarah sich am Fuß verletzt und Pauly sich eine schwere Erkältung zuzieht. Sarah freundet sich mit Connor an. Als sie sich später trennen müssen, ist sie sehr traurig und küsst ihn. Was mit ihr nach der Flucht nach Kanada passiert, wird in dem Buch nicht erwähnt.

### Joe
Joe ist einer der Mitarbeiter in Lake Harmony. Als „Vater“ der „Familie“ Connors macht er diesen oft verbal fertig. Im Buch wird an vielen Stellen indirekt darauf hingewiesen, dass Joe diesen Beruf nur ausübt, um seine sadistischen Bedürfnisse zu befriedigen. Dabei ist es ihm aber nicht erlaubt, die Insassen selbst aktiv zu verletzen; dafür hat er Handlanger.

### Mr. Z.
Mr. Z. ist der Direktor des Bootcamps. Er führt oft Gespräche mit Connor über das Prinzip eines Bootcamps allgemein und über Connors Fall an sich. Er ist ein stämmiger Mann mit blassgrauen Augen, kurz geschnittenem grauem Haar und einer krummen Nase. Er hat breite, muskulöse Arme und seine Hände sind grob und mit Narben bedeckt. Die Finger sind kurz und dick. Im Buch tritt er nicht so oft auf, meistens nur im Büro.

### Mr. Sparks
Mr. Sparks, der Sportlehrer im Bootcamp, versucht die Jugendlichen so oft wie möglich vor übertrieben harten Strafen zu bewahren, hat besonders mit Connor viel Mitgefühl und ist eigentlich gegen die Methoden, die im Erziehungslager verwendet werden. Er übt diesen Beruf nur aus, weil er für sich, sein Kind, seine kranke Mutter und seine Frau sorgen muss und es sonst keine freien Arbeitsplätze in der Gegend gibt.

### Harry
Harry ist einer der zwei Entführer Connors, bezeichnet sich selbst aber als „Transporteur“. Er trägt immer einen Cowboyhut und spricht mit einem Western-Akzent. Gegenüber den zu entführenden Jugendlichen ist er immer sehr misstrauisch, was auf schlechte Erfahrungen in der Vergangenheit schließen lässt.

### Rebecca
Rebecca ist die zweite „Transporteurin“. Sie selbst war in ihrer Jugend ebenfalls in einem Bootcamp. Ihr Verhalten ist daher von den Grundprinzipien des Bootcamps geprägt. Als sie jedoch Connor nach seiner Flucht zurück ins Camp bringen muss, lässt sie sich bekehren und sucht Connors Eltern auf, um ihnen von den Misshandlungen an den Jugendlichen zu erzählen.

### Adam
Adam ist ein Mitinsasse im Bootcamp. Sein Verhalten ist von Gewalt geprägt. Er wird auch der „Schläger“ genannt, da er alle Befehle der Aufseher mit brutalen Maßnahmen ausführt. Er verdreht den Insassen, die auf die Isolierstation kommen, den Arm, bespuckt sie und gibt ihnen Ohrfeigen, da die Mitarbeiter von Lake Harmony dies nicht tun dürfen. Als Waffe im Kampf benutzt er eine blaue angespitzte Zahnbürste. Seine „Gestapo“ Robert und David helfen ihm. Wenn er jedoch allein z. B. von Connor Durrell angegriffen wird, zeigt er sein wahres Gesicht, das eines ängstlichen Feiglings. Er bekommt Bonuspunkte dafür, dass er Joes Aufträge erfüllt (Pauly zu schlagen). Als Adam aber zur 5. Stufe aufgesteigt hält er sich aus Schlägereien raus und Robert ist der neue „Schläger“ unter den Insassen.

## Rezensionen
- Morton Rhue ist ein Meister darin, Gedankenexperimente mit realen Szenarien zu verbinden. Die Grenze zwischen Realität und Fiktion verschwimmt. [...] Mit seiner klaren, schnörkellosen Sprache treibt er die Geschichte voran.[1]

- Rhue treibt die Parteinahme so weit, dass er jede Möglichkeit zur Differenzierung verpasst und einen unangenehm autoritären Tonfall anschlägt. Eltern, Aufseher und andere Jugendliche bleiben seelenlose Figuren ohne Konturen.[2]

- Ärgerlich an der Katastrophen-Literatur von Morton Rhue oder Todd Strasser – er veröffentlicht auch unter seinem Geburtsnamen – ist ihre Plattheit. Diese Bücher wirken wie aus Zeitungsartikeln gebastelte Übungen, sie stellen sprachlich und intellektuell keine Ansprüche. Sehr beliebt sind sie als Schulliteratur für den Sozialkundeunterricht. Die Themen ziehen Jugendliche an, weil sie, ohne moralische Zweifel aufkommen zu lassen (das Opfer ist ja nur ein verhinderter Liebhaber, kein echter Krimineller wie die anderen in den Lagern), voyeuristischen Sadismus befriedigen. Rhue möchte das gute, schwache, moralisch zweifelsfreie Amerika zeigen und liefert die Prügelszenen als Unterhaltung mit. (Rezension der Hörbuchfassung; Süddeutsche Zeitung)

## Auszeichnungen
- Preis der Leipziger Jugend-Jury (2006)

## Ausgaben
- Boot Camp. 1. Auflage. Simon & Schuster Books for Young Readers, New York 2007, ISBN 978-1-4169-0848-7.
- Boot Camp. 1. Auflage. Ravensburger Buchverlag, Ravensburg 2007, ISBN 978-3-473-58255-6.

## Sekundärliteratur für die Schule
- Ina Berger: Morton Rhue, Boot Camp. Thematik: Umerziehungslager für Jugendliche, Interessen des Einzelnen vs. Interessen der Gesellschaft, Individualität versus Anpassung, Familie, Erziehungsmethoden, Menschenrechte, Gewalt: Methodik: Sprech- und Schreibanlässe, Diskussionsanregungen, handlungs- und produktionsorientierte Aufgabenstellungen: ab 8.-10. Klasse. 1. Auflage. Ravensburger Buchverlag, Ravensburg 2017, ISBN 978-3-473-98060-4.